# District de Manas
Le district de Manas (en kirghize : Манас району) est un raion de la province de Talas dans le nord-ouest du Kirghizistan. Son chef-lieu est le village de Pokrovka. Sa superficie est de 1 198 km2, et 32 913 personne y résidaient en 2009.
Le district tient son nom du héros national kirghize mythologique Manas, censé être né dans les montagnes Alataou de Talas voisines. A quelques kilomètres de la ville de Talas (ville), le mausolée Manastin khumbuzu est attribué au héros ; mais sa façade richement décorée porte en fait une inscription qui le dédie à « la plus glorieuse des femmes Kenizek-Khatun, la fille de l'émir Abuka ». Sa date de construction est estimée à 1334.

## Géographie
Le district est bordé au sud par le district de Kara-Buura, celui de Bakay-Ata et celui de Talas, tous trois dans la province de Talas. Au nord, s'étend le Kazakhstan.

## Communautés rurales et villages
Le district comprend 22 villages ou hameaux, regroupés en 5 communautés rurales (aiyl okmotu), :
1. Kaiyndy (villages Aral (centre), Kaiyndy, Nyldy, Sary-Bulak et Chech-Debe)
2. Kirghizia (villages Talas (centre), Kek-Debe et Manas)
3. May (villages Mayskoe (centre) et Novodonetskoe)
4. Pokrovka (villages Pokrovka (centre), Balasary, Jayylgan, Kara-Archa et Seget)
5. Uch-Korgon (villages Kyzyl-Jyldyz (centre), Ak-Tash, Jiyde, Kenesh, Chong-Kapka, Tash-Bashat et Uch-Korgon)